# Rdzawa
Rdzawa – wieś w Polsce położona w województwie małopolskim, w powiecie bocheńskim, w gminie Trzciana.
W latach 1975–1998 miejscowość administracyjnie należała do województwa tarnowskiego. Integralne części miejscowości: Na Górach, Na Stawach.

## Położenie
Wieś leży w Karpatach Zachodnich na obszarze: Pogórza Wiśnickiego, na wysokości 270–454 m n.p.m. (Tarnawska Góra). Zajmuje płaskie rozszerzenie dna potoku Przeginii, jego dopływu Rdzawki oraz zbocza po obu stronach tych potoków.
Miejscowość znajduje się na południowym skraju powiatu bocheńskiego i sąsiaduje z Kamionną, Kierlikówką i Ujazdem należącymi również do gminy Trzciana, oraz ze Zbydniowem i Tarnawą należącymi do gminy Łapanów, a także od południa ze Starym Rybiem należącym już do powiatu limanowskiego.
Odległość wsi od najbliższych miast: do Bochni – 24 km, do Limanowej – 22 km, do Nowego Wiśnicza – 16 km.
Miejscowość położona jest w płaskim rozszerzeniu kotliny potoku Przeginia wśród wzgórz otaczających ją ze wszystkich stron w pobliżu wzniesień Beskidu Wyspowego. W miejscowości znajduje się utworzone w 2006 gminne centrum turystyki, rekreacji i sportu, zajmujące teren dawnego dworku (obecnie w Sądeckim Parku Etnograficznym), parku podworskiego i przyległe tereny pomiędzy parkiem a korytem Przegini.

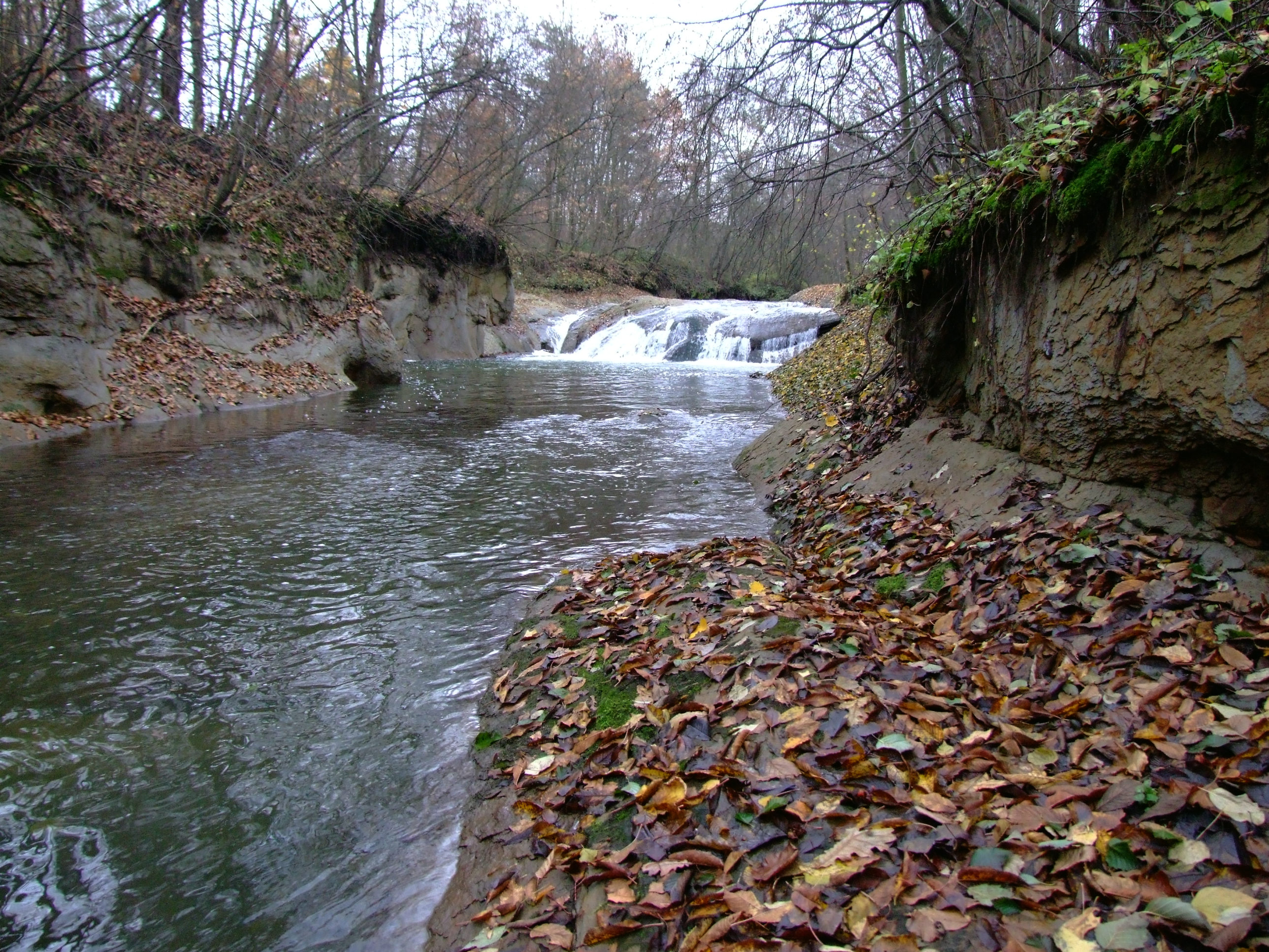
Koryto Przegini (tzw. „Skałki”)

W miejscowości znajduje się naturalne kąpielisko „Skałki w Rdzawie” na potoku Przeginia. Koryto rzeki jest kamienne, z wyżłobionymi przez wodę głębokimi rowami, jazami, nieckami, licznymi bystrzami i kaskadami.